# Torcheville
Torcheville (niem. Dorsweiller) – miejscowość i gmina we Francji, w departamencie Mozela, w regionie Lotaryngia. Według danych na rok 2009 gminę zamieszkiwało 147 osób.